# 일기장 (현이와 덕이의 노래)
〈일기장〉은 대한민국의 남매듀엣 현이와 덕이의 첫번째 정규음반 《순진한 아이》의 A면 4번 트랙으로 발표된 곡이다. 이 곡이 음반을 통해 처음 취입된 것은 1978년이지만 사실 1975년 장덕이 만 열 네살이던 중학교 2학년 때 만든 곡으로 현이와 덕이가 드래곤 래츠라는 듀엣명으로 미8군 부대에서 많은 사랑을 받으며 새터데이 쇼에 출연했을 당시 <꼬마인형>< <순진한 아이>, <정말> 등과 함께 주된 레퍼토리로 사용된 곡이다. 이 때 장현 · 장덕 남매는 곧바로 방송국 PD들의 눈에 띄어 스카우트되었고 TBC TV의 청소년과 젋은이들을 위한 프로그램 오라오라에 출연, <일기장>을 포함한 자신들의 곡들을 부르며 최연소 남매 듀엣으로 공식적인 무대에 데뷔하였다. 1976년 11월 개봉된 김응천 감독, 임예진 · 이덕화 · 전영록 주연의 영화 영화에서는 현이와 덕이의 <꼬마인형>, <일기장>이 처음으로 녹음되어 사운드트랙으로 사용되기도 했다. 이후 <꼬마인형>< <일기장>은 10대 소년 소녀들 사이에서 매우 유명해졌다.

## 가사
전전하며 자라온 만 열 네살의 장덕이었지만 <일기장>의 가사는 구김살도 없이 아침 햇살처럼 밝았고 아침 이슬처럼 청순했다. 그 가사는, "우리들의 마음엔 푸른 꿈이 있지요 / 아무도 알 수 없어요 우리만이 알아요 / 서로서로 정답게 손 잡고 얘기해요 / 하늘을 나는 새들도 우릴 보고 웃네요 / 라라라 땡땡땡땡땡 종이 울려요 / 우리 마음을 노래하는 즐거운 하루가 지나고 밤이 오면은 슬그머니 서운해요 / 오늘 하루 지나면 다시 만날 친구들 / 안녕이란 말은 말자고 일기장에 썼지요". 일설에 의하면 당시 여러 학교에서 휴식시간에 <일기장>, <꼬마인형>, <순진한 아이> 등 현이와 덕이의 곡들이 확성기에서 흘러 나왔고 모든 학생들이 따라서 노래할 정도로 대단한 인기였다고 한다.